# 通利琴行

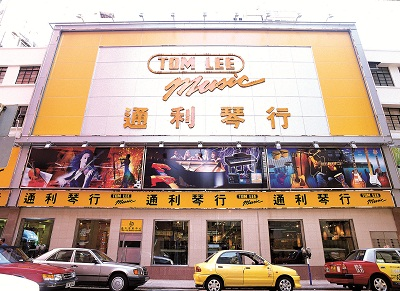
通利琴行 - 門市部總行 - 尖沙咀

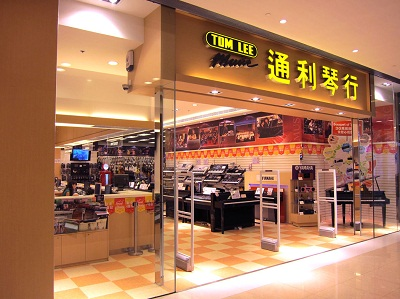
通利琴行 - 奧海城分行

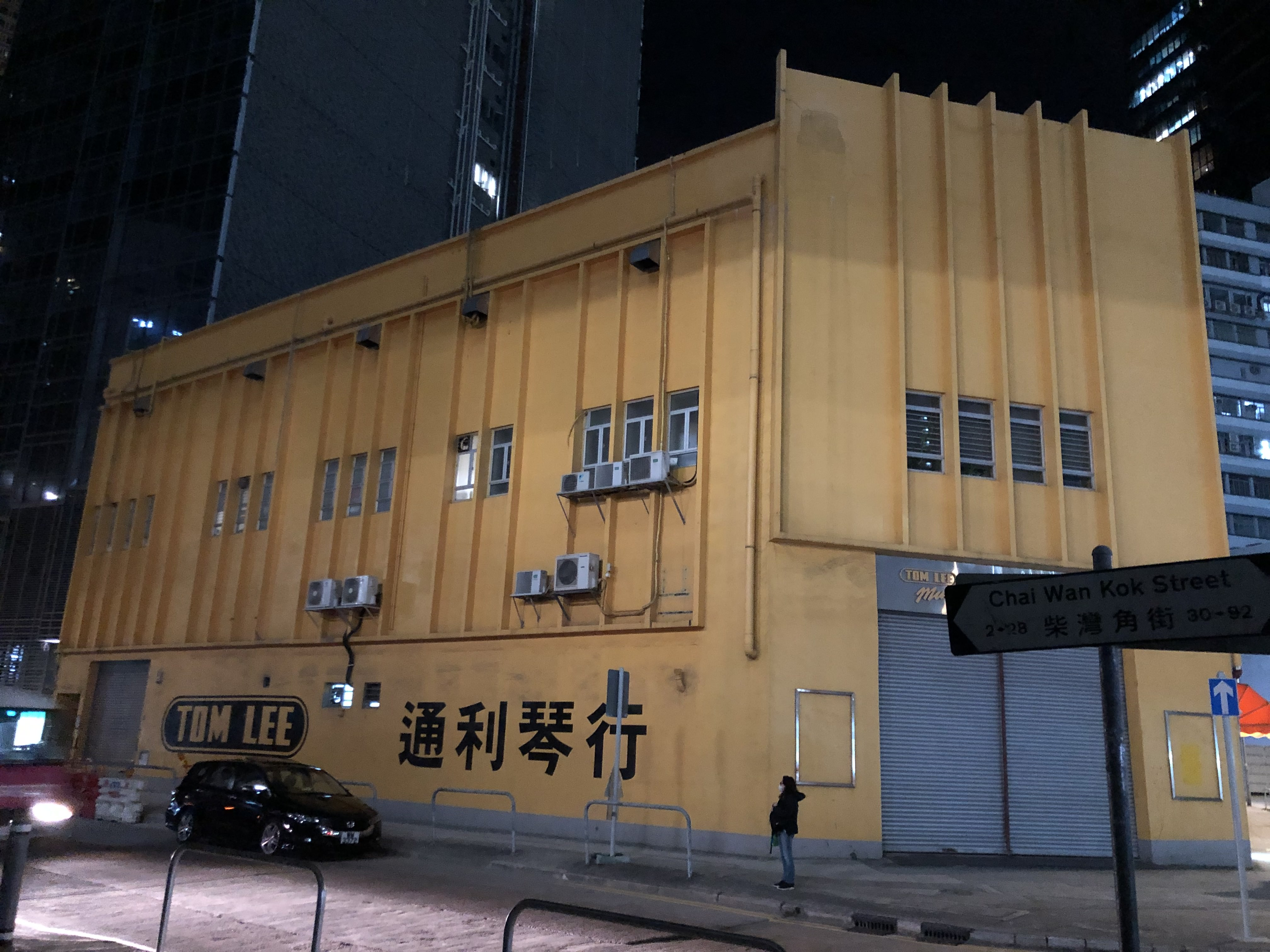
通利琴行荃灣貨倉

通利琴行有限公司（簡稱通利琴行）1953年於香港創立，創辦人為李子文先生及孫文英女士，在香港、澳門、及加拿大均有零售分店。
通利琴行是全東南亞規模最龐大的樂器及音響器材經銷商之一，經銷鋼琴、管弦樂、結他、敲擊樂（包括非洲鼓）、豎琴、口琴、牧童笛、數碼樂器、音樂軟件、琴書樂譜、幼兒音樂教學器材以至各揚聲器和音響器材等，代理的品牌為國際頂級牌子。其次是在2011年於奧海城分店開設專業錄音室。

## 通利音樂基金
由李子文於1977年創立了非牟利，推廣音樂教育和舉辦不同的免費音樂活動。通利音樂藝術中心在香港及澳門開設近30所分校，為6個月幼兒至成人提供專業音樂訓練和考試服務。
通利音樂基金亦於全年不停舉辦各類音樂會、音樂比賽工作坊和講座，志在提高大眾和音樂愛好者的音樂水平和興趣。
通利音樂基金在推動音樂的貢獻，獲香港藝術發展局表揚，於2011年頒予2010年藝術推廣獎金獎。通利琴行亦不斷支持香港流行及古典音樂發展，贊助各大小流行和古典音樂會，並於2012年組織Band Central獨立樂隊支援計劃。

### 通利音樂藝術中心

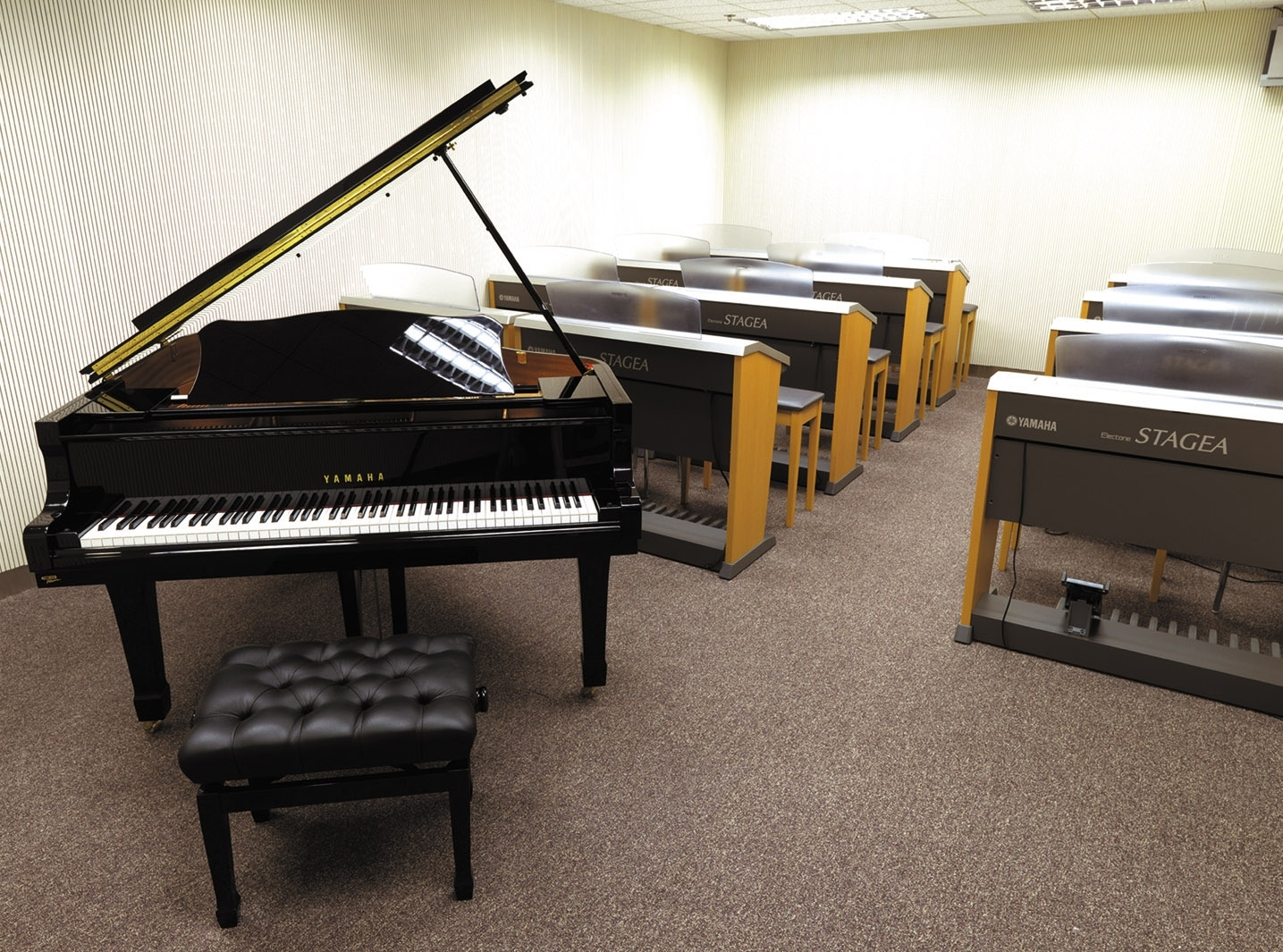
通利音樂中心 - 課室

通利音樂藝術中心創立於1977年，為非牟利機構通利音樂基金的一部份。在香港及澳門擁有近三十所分校，為六個月或以上嬰兒以至成人提供專業音樂訓練。

## 主要競爭對手
- 柏斯琴行

## 外部連結
- 通利琴行官方網（香港） （页面存档备份，存于）
- 通利琴行官方網（中國）
- 通利琴行官方網（加拿大） （页面存档备份，存于）